# Мозаичный фонтан (Уфа)
Мозаичный фонтан — недействующий и разрушающийся мозаичный фонтан в сквере Ильича в Черниковке города Уфы. Расположен рядом с парком нефтехимиков, напротив Дворца культуры химиков.

## Описание
Фонтан выполнен в стиле советского модернизма. Сохранившаяся мозаика выложена из яшмы и слюды в мотивах морского мира, и изображает цветы, без политической нагрузки.

## История
Построен в 1975 году, одновременно вместе с Дворцом культуры химиков.
С 2000 года (по другим данным, с 2005) фонтан не работает.
В 2020 году фонтан поврежден автобусом.

#### Реконструкция
В 2015 году появилась информация о благоустройстве сквера Ильича за 29 млн рублей. В 2017-м планировался ремонт и запуск в эксплуатацию фонтана, после которого он должен был стать светомузыкальным. В 2018 реконструкция фонтана оценивалась в 120,9 млн рублей. В 2020-м вновь появилась информация о реконструкции фонтана. Реконструировать фонтан планировалось также и в 2022 году.
В 2023 году власти вновь объявили о реконструкции: из городского бюджета выделили 5,7 млн рублей на разработку проекта. Его выполнило ООО «ИТК-групп» (Челябинск). Проект предусматривал сохранение существующей мозаики и подсветку. В 2024 году нашёлся подрядчик, который согласился реконструировать фонтан, но торги признали несостоявшимися. 28 мая 2024 года начат полный демонтаж чаши фонтана, существующая мозаика признана непригодной для восстановления. Обещается, что цветовая гамма, дизайн, рисунок будут воссозданы из современных материалов.